# النقض على بشر المريسي
كتاب نَقْضُ الإِمَامِ أَبِي سَعِيِدٍ عُثْمَانَ بْنِ سَعِيِدٍ عَلَى المَرِيْسِيِّ الْجَهْمِيِّ العَنِيدِ فِيْمَا افْتَرَىَ عَلَى اللهِ مِنَ التَّوْحِيدِ من تأليف عثمان بن سعيد الدارمي في الردَّ علىٰ بعض رؤوس الجهمية و أئمَّتهم ، وكَشْفِ تلبيسهم وشُبههم التي أوردها في تأويل وتحريف النصوص عن ظواهرها سمَّاه «النقض علىٰ بشر المريسي العنيد فيما افترىٰ على الله مِن التوحيد»

## المردود عليهم
- بشر المريسي وهو من كِبار ائمة الجهمية وكان داعي الى المذهب وصرح علماء المسلمين بكفره[1] وكان اسمه في عنوان الكتاب
- محمد بن شجاع بن الثلجي وقال مصنف الكتاب «ثم ابتدأنا بعونِ الله في حِكاياتِ ابنِ الثلجي»[2] وكان ابن الثلجي من اصحاب الرأي ، مُتَعصَّب[3] كذاب كان يضع الحديث ويدسه في كتب أصحاب الحديث[4]
- المُعارض لم يذكر اسمه مصنف الكتاب

## أبواب الكتاب
1. باب الإيمان بأسماء الله تعالىٰ وأنها غير مخلوقة[5]
2. باب[6]
3. باب النزول[7]
4. باب الحدّ والعرش[8]
5. باب ماجاء في العرش[9]
6. باب الحث علىٰ طلب الحديث ، والرد علىٰ من زعم أنه لم يكتب على عهد النبي الحديث، والذبِّ عن أصحابِ النبي و أصحابِ الحديث وأهلِ السُّنة وفضلِهم على غيرِهِم[10]
7. باب إثبات الضَّحك[11]

## أقوال أهل العلمِ في الكتاب
- قال أبو زرعة في مؤلفات الدارمي: «رزق حسن التصنيف»[12]
- قال ابن قيم الجوزية في النونية:[13]

 قال السفاريني: «وَمِمَّنْ أَلَّفَ فِي عَقَائِدِ السَّلَفِ، وَذَكَرَ مُعْتَقَدَهُمْ...وَكَذَلِكَ الْكُتُبُ الْمُصَنَّفَةُ فِي السُّنَّةِ وَالرَّدِّ عَلَى الْجَهْمِيَّةِ..وَكِتَابِ رَدِّ عُثْمَانَ بْنِ سَعِيدٍ الدَّارِمِيِّ، وَكِتَابِ الرَّدِّ عَلَى الْجَهْمِيَّةِ لَهُ وَغَيْرِ ذَلِكَ»
- ذكر ابن تيمية مصادر تلقي علوم السلف، من ضمنها كتاب الرد على الجهمية[15]
- قال مرعي الكرمي: «والعاقل يسير فَينْظر فَكَلَام السّلف فِي هَذَا الْبَاب مَوْجُود فِي كتب كَثِيرَة» وذكر من جملة الكتب كتاب الرد على الجهمية للدارمي[16]
- قال إسحاق بن عبد الرحمن آل الشيخ: «ومن تغذى بكلام المتأخرين من غير إشراف على كتب أهل السنة المشتهرين، ككتاب السنة لعبد الله بن الإمام أحمد، وكتاب السنة للخلال، وكتاب السنة للالكائي، والدارمي، وغيرهم، بقي في حيرة وضلال»[17]